# Cronenberg (Wuppertal)
Cronenberg (wahrscheinliche Bedeutung: „Krähenberg“ oder „Kranich(en)berg“) ist ein Stadtteil von Wuppertal und verwaltungsrechtlich einer der zehn Bezirke der Stadt. Bis zur Vereinigung mit anderen Städten und Ortsteilen zu Wuppertal im Jahr 1929 war Cronenberg eine eigenständige Stadt und Bürgermeisterei im Kreis Mettmann.

## Geographie

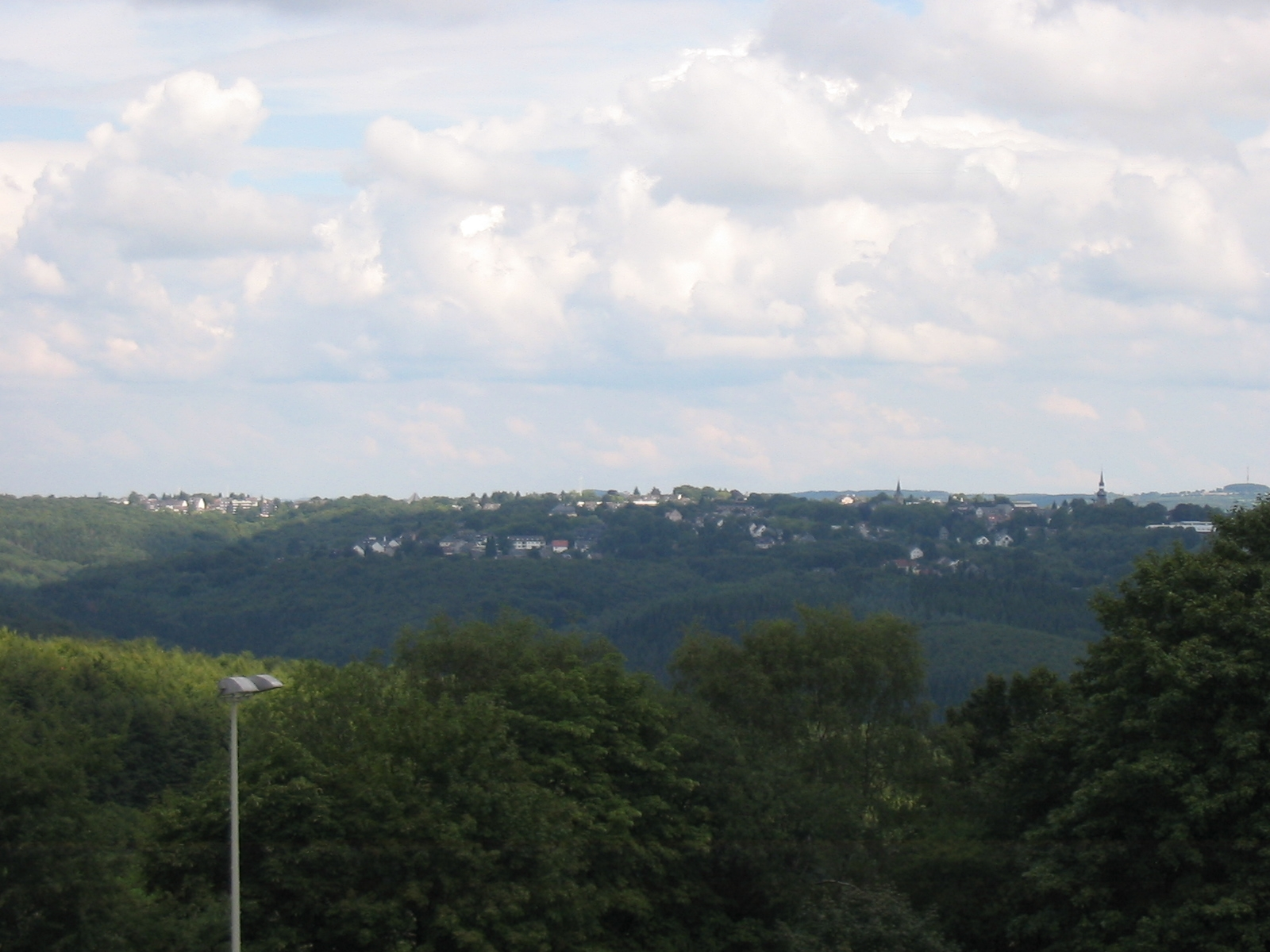
Blick von Westen auf das Zentrum von Cronenberg (von Solingen-Gräfrath aus)

Cronenberg liegt auf einem von Norden nach Süden leicht abfallenden Höhenrücken, der im Osten von den Bächen Gelpe und Morsbach und im Westen und Süden von dem Fluss Wupper begrenzt wird. Der Stadtbezirk liegt auf einer Höhe von 335 m über NN (Hahnerberg) bis 100 m (Wuppersohle bei Müngsten), hat eine Fläche von 2151,45 ha und ist zu ca. 53 % bewaldet. Seit 2006 gehört Cronenberg zum Naturpark Bergisches Land.

### Gliederung im Bezirk
| - Stadtbezirk 4 Cronenberg - 40 Cronenberg-Mitte - 41 Küllenhahn - 42 Hahnerberg - 43 Cronenfeld - 44 Berghausen - 45 Sudberg - 46 Kohlfurth | Einteilung in Quartiere |

## Geschichte

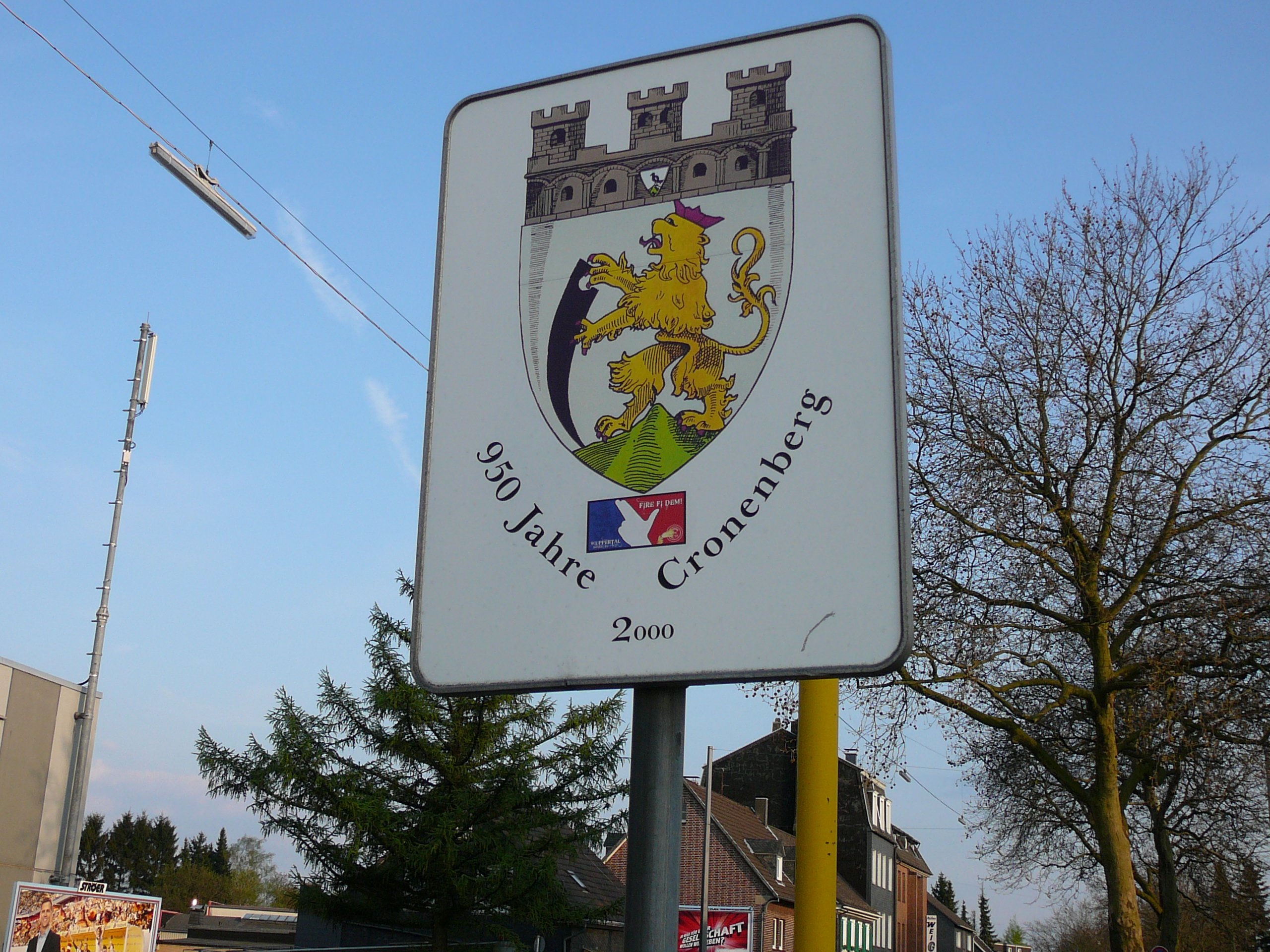
950 Jahre Cronenberg

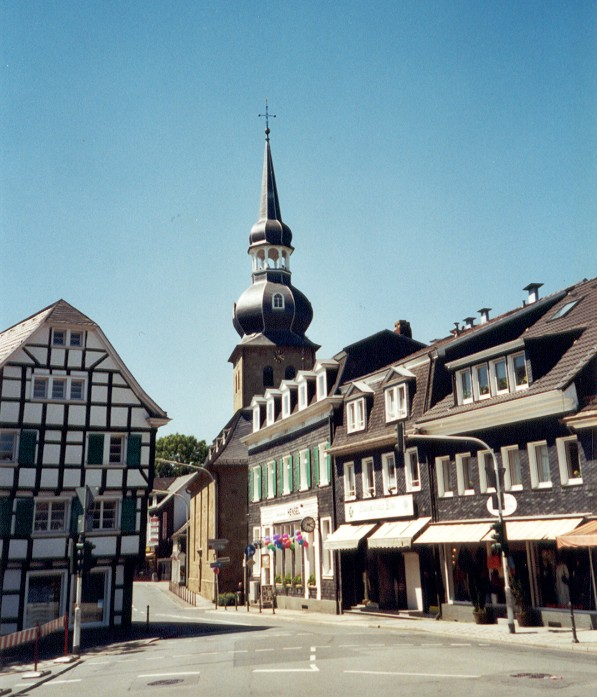
Cronenberg-Mitte mit „Krings-Eck“ (links) und reformierter Kirche von 1771

Erstmals erwähnt wurde Cronenberg als „Cronberga“ um 1050 in einer Urkunde des Klosters Werden. Etwa 1220 tauchte es als „Croyaberge“ in einem Heberegister des Stiftes Gerresheim auf. Dort wurde 1312 die „parochia (= Kirchspiel) Cromberg“ genannt. Sie gehörte zur Burg Elberfeld und war damit im Besitz der Erzbischöfe von Köln. Nach mehreren Besitzerwechseln wurde Cronenberg seit 1427 gemeinsam mit Elberfeld Teil des Herzogtums Berg. 1453 wurde Cronenberg als „Dorf“ erwähnt, in dem gutbesuchte Märkte stattfinden.
Im Jahr 1797 wurden für das Kirchspiel Cronenberg 509 Familien, 253 Feuerstätten, 875 bergische Morgen Ackerland, 83 berg. Morgen Wiesen, 1.700 berg. Morgen Wald, sowie 13 Pferde für Warentransporte und 156 Ochsen und Kühe verzeichnet.
Das Herzogtum ging 1806 in französische Herrschaft über. Im französischen Verwaltungssystem nach der Niederlage Preußens erhielt Cronenberg – nach einer kurzen Zugehörigkeit zum Arrondissement Elberfeld im Kanton Ronsdorf – 1808 den Status einer selbständigen „Commune“. Johann Abraham von den Steinen wurde ihr Bürgermeister („Directeur“).
In den Jahren nach der Niederlage Napoleons und der Eingliederung des Großherzogtums Berg in das Königreich Preußen (Rheinprovinz) im Jahr 1815 gab es häufig verwaltungstechnische Wechsel. Bis 1820 gehörte Cronenberg zum Landkreis Solingen und wurde dann dem Landkreis Mettmann zugewiesen. Dieser wurde im selben Jahr schon wieder aufgelöst und Cronenberg kam zum Landkreis Elberfeld. Mit Verordnung des preußischen Königs vom 13. Juli 1827 wurde die Gemeinde Cronenberg in den Stand der Städte erhoben indem es in einem Städteverband zusammen mit anderen Orten einen Abgeordneten im rheinischen Provinziallandtag stellte. De facto wurde damit Cronenberg als Stadt anerkannt und durfte sich als solche nennen. In einer Katasterkarte vom 1. März 1830 wurden die Flurstücke Burgholz, Küllenhahn, Vohwinkel, Dohr, Kuchhausen, Berghausen, Heidt, Sudberg, Wüsterhaus, Kollfurth, Herighausen, Evertsau und Kronenberg selbst als der Bürgermeisterei Kronenberg zugehörig bezeichnet. Am 23. Oktober 1856 wurden der Gemeinde Cronenberg die Stadtrechte verliehen. 1857 wurde die Sparkasse eröffnet und 1863 eine Telegraphenstation eingerichtet. Nach Ernennung von Elberfeld und Barmen zu kreisfreien Städten am 21. September 1860 wurde der Landkreis Elberfeld aufgelöst und Cronenberg kam erneut zum zeitgleich wieder neu gegründeten Landkreis Mettmann. Am 1. Juli 1869 erschien die erste Kronenberger Zeitung.

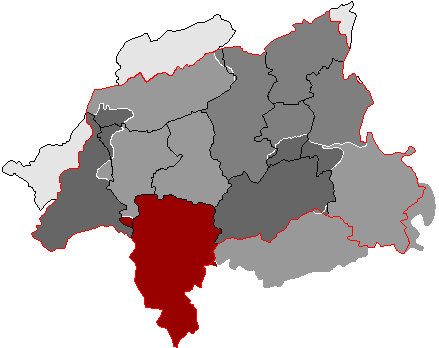
Cronenberg und das 1929 gegründete Wuppertal (rot umrandet)

Am 1. April 1891 wurde Cronenberg durch den Bau der Burgholzbahn an das Eisenbahnnetz angeschlossen. Noch im selben Jahr beteiligte sich Cronenberg an der Ronsdorf-Müngstener Eisenbahn. 1900 wurde der Straßenbahnbetrieb nach Elberfeld und Remscheid-Hasten aufgenommen, die Strecke über die Kohlfurt nach Solingen folgte 1914. In den Jahren 1899 und 1900 entstand als Ersatz für das 1876 gebaute und bereits zu klein gewordene Rathaus ein neues, repräsentatives Verwaltungsgebäude, das mit großen Teilen der Altstadt am 24. Juni 1943 bei einem Bombenangriff zerstört wurde.
Seit 1929 ist Cronenberg Teil von Wuppertal, das damals im Rahmen der kommunalen Neugliederung neu entstand. Ein kleiner Teil musste dabei an Remscheid abgegeben werden. Viele Cronenberger waren mit dieser Eingliederung nicht zufrieden, aber auch Alternativen (etwa die gesamte Eingliederung in das benachbarte Remscheid) wurden abgelehnt. 1933 plädierte der „Haus- und Grundbesitzerverein Cronenberg“ für eine Wiedererlangung der Selbstständigkeit; dieses Vorhaben scheiterte.

### Konfessionen

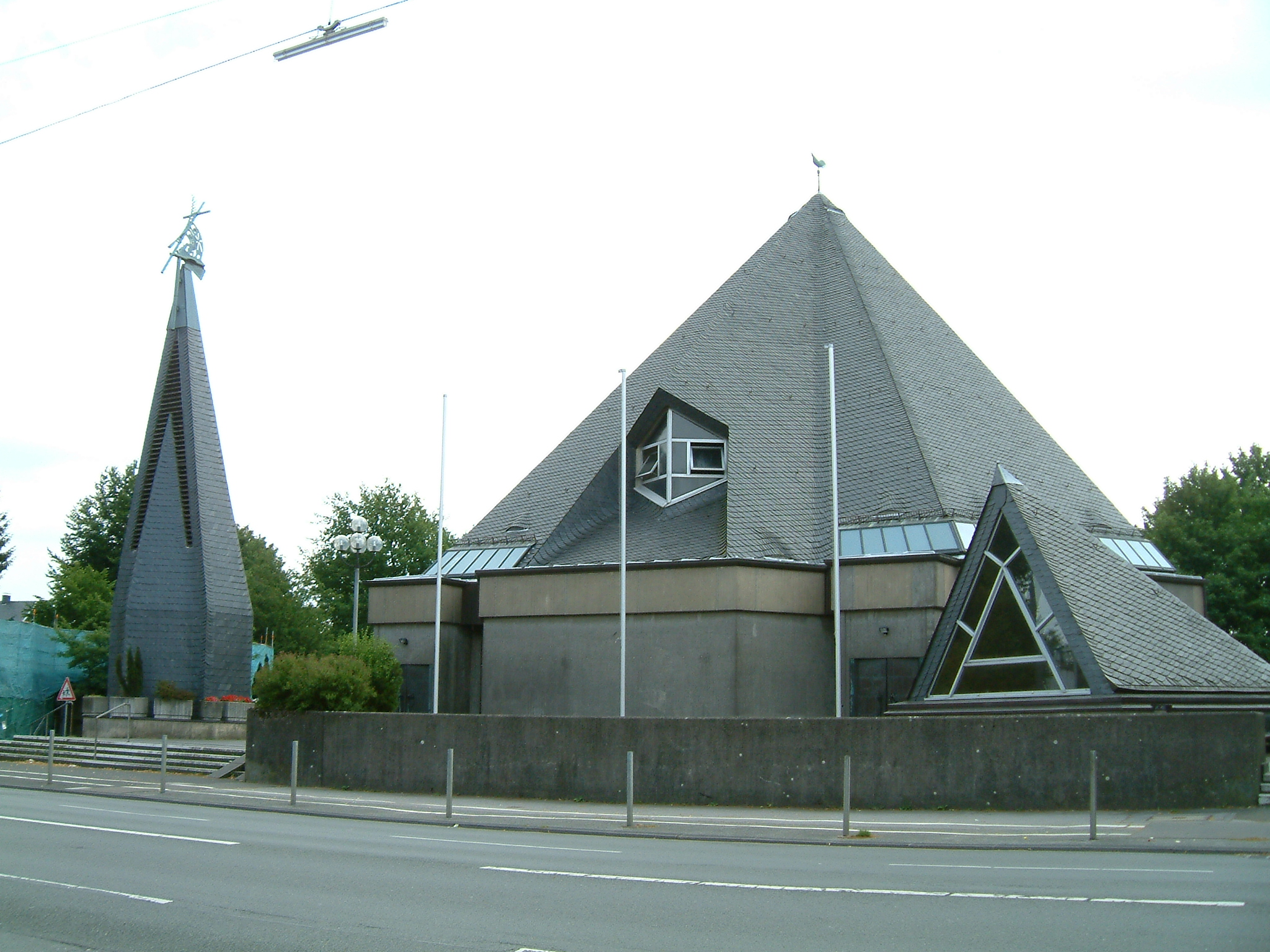
Heilige Ewalde

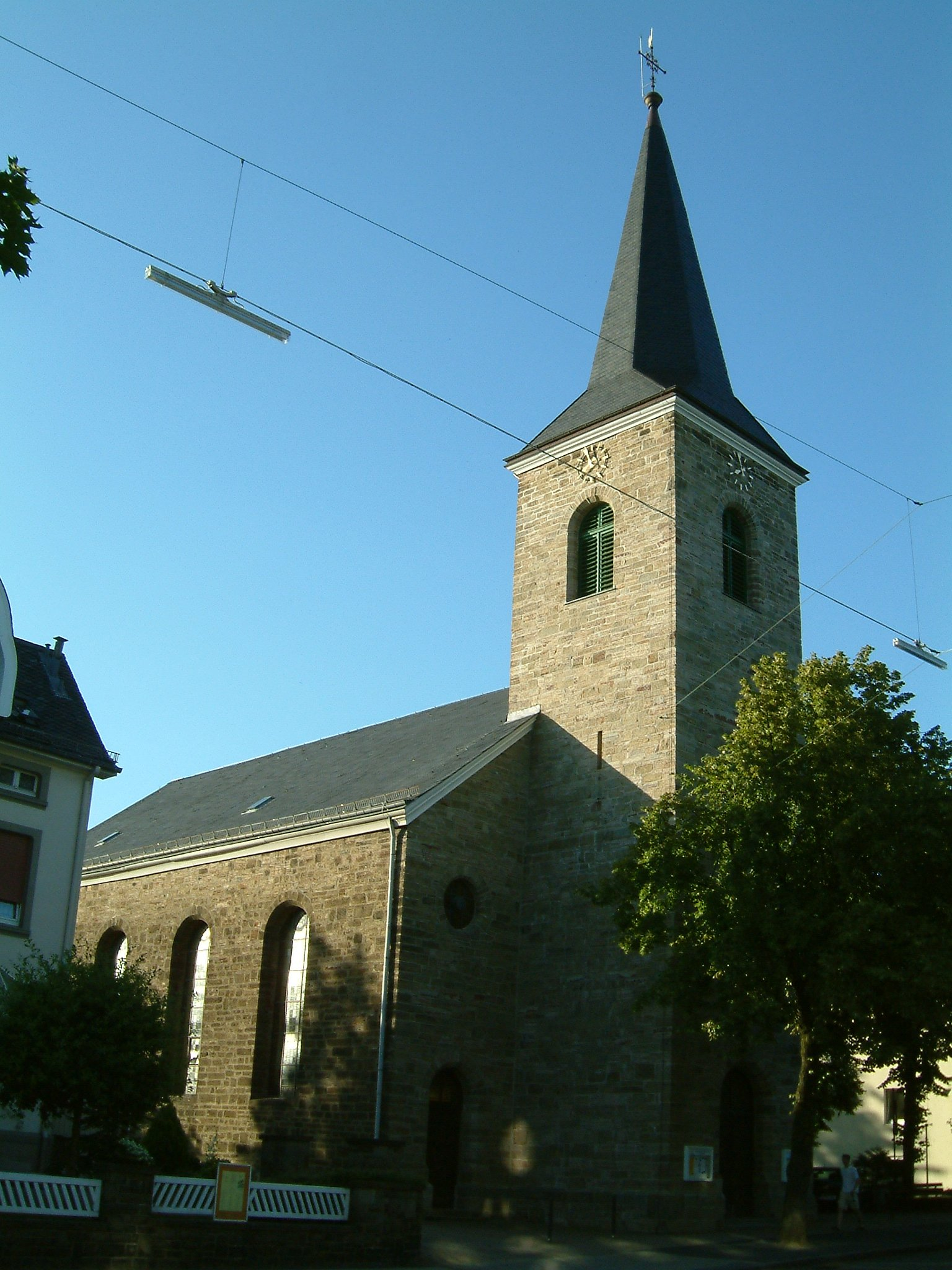
Emmauskirche

2003 schlossen sich die lutherische (die sich „evangelische“ nannte) und die reformierte Gemeinde zusammen. Die Reformierte Kirche ist heute die Hauptkirche, ein markanter Punkt Cronenbergs und Wahrzeichen des Stadtteils. Die ehemals zur lutherischen Gemeinde gehörende Emmauskirche, ebenfalls im Zentrum, ist heute ein Gemeindezentrum mit Café. Weitere Gottesdienststätten sind die Nikodemuskirche am Sudberg und die Friedenskirche an der Hahnerberger Straße, welche seit November 2016 zu einem Kindergarten mit Gottesdienstsaal umgebaut wird.
Die katholische Kirchengemeinde trägt den Namen „Heilige Ewalde“ (Mehrzahl) – nach den beiden missionierenden Mönchen aus dem 7. Jahrhundert n. Chr., die den Märtyrertod starben. Die Kirche mit Gemeindezentrum liegt nordöstlich vom Ortskern an der Hauptstraße. In der Gemeinde gibt es einen nennenswerten Anteil von italienischen Gemeindegliedern.

### Einwohnerentwicklung
- 1808: 3.810
- 1834: 5.838
- 1861: 7.613
- 1871: 7.901
- 1880: 8.214
- 1900: 10.210
- 1910: 12.869
- 1925: 14.051
- 2003: 22.370
- 2004: 22.170
- 2005: 22.057
- 2006: 21.994
- 2015: 21.039[6]
- 2016: 21.140

## Politik

### Bezirksvertretung
Entsprechend der NRW-Gemeindeordnung gibt es in jedem Stadtbezirk eine Bezirksvertretung, deren Mitglieder auf fünf Jahre gewählt werden. Die BV hat verschiedene Entscheidungs-, Anhörungs- und Mitbestimmungsrechte, soweit es um Cronenberger Belange geht. Die Sitzungen finden in der Regel monatlich statt (außer in den Ferien).

Einwohnerentwicklung von 1808 bis 2016

| Bezirksvertretungswahl Cronenberg 2020Wahlbeteiligung: 56,2 % 3020100 29,4 %25,1 %22,4 %8,4 %5,8 %5,2 %3,7 % CDUSPDGrüneFDPAfDLinkeWfW/FWGewinne und Verlusteim Vergleich zu 2014 %p 4 2 0 −2 −4 −6−5,5 %p−1,5 %p+4,0 %p+3,3 %p+1,0 %p−1,0 %p−0,4 %pCDUSPDGrüneFDPAfDLinkeWfW/FW | Sitzverteilung in der Bezirksvertretung Cronenberg 2020Insgesamt 15 Sitze - Linke: 1 - SPD: 4 - Grüne: 3 - WfW/FW: 1 - CDU: 4 - FDP: 1 - AfD: 1 |

### Bürgermeister
- 1788–1792 Alfred Stertkamp
- 1792–1808 Luca Klose
- 1808–1828 Johann Abraham von den Steinen
- 1828–1834 Friedrich Wilhelm Ernst (Vertreter)
- 1834–1835 Wilhelm Wortmann
- 1835–1846 Ludwig Döring
- 1847–1853 Wilhelm Händeler
- 1853–1857 Jacob Cronenberg
- 1857–1867 Eduard Theobald de Leuw (* 4. Dezember 1820; † 2. Juli 1872)
- 1867–1869 (Verwaltung)
- 1869–1873 Otto Bock
- 1873–1885 Otto Paulussen
- 1885–1920 Albert Kemmann (* 1858; † 1931)
- 1920–1929 Maximilian Reifarth
- 1945–1945 Alfred Hamm (* 1899; † 1961; am 16. April 1945 von der US-Militärbehörde in Unkenntnis der Städtevereinigung eingesetzt und bis zum 4. Mai 1945 im Amt)

### Wappen

Historisches Wappen Cronenbergs

Das – auch zu Zeiten, als Cronenberg Stadt war, nicht amtlich genehmigte – Wappen zeigt den Bergischen Löwen auf einem grünen Berg stehend. In der Pranke hält er ein schwarzes Sensenblatt, das die ausgeprägte Werkzeugindustrie in Cronenberg symbolisiert und auf das ehemalige Sensenprivileg Cronenbergs hinweist. Unter dem mittleren Rundbogen ist eine Krähe zu sehen, in Anspielung auf die mutmaßliche Herkunft des Namens „Cronenberg“ von „Krähenberg“.

## Kultur und Sehenswürdigkeiten

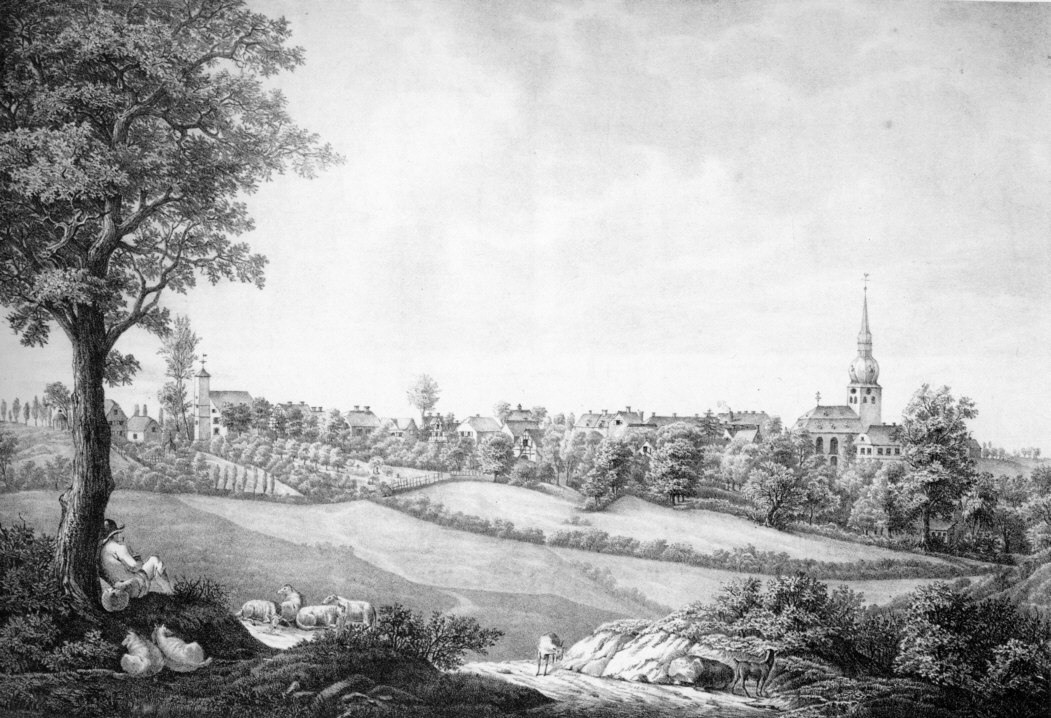
Cronenberg von der Nordseite; Zeichnung von Johann Müller (1856)

### Museen
- Bergisches Straßenbahnmuseum e. V.
Der kleinste Straßenbahnbetrieb Deutschlands! Das Teilstück der ehemaligen Wuppertaler Straßenbahnlinie 5 (Dönberg – Elberfeld Bf. – Cronenberg – Solingen-Mühlenhof) zwischen Cronenberg-Lenzhaus und Kohlfurther Brücke konnte als Museumsbahn erhalten werden. Die Strecke schlängelt sich hier durch den Wald des malerischen Kaltenbachtals auf etwa drei Kilometer Länge. Sie wird von ehrenamtlichen Straßenbahnern unterhalten und betrieben. Zudem kann man die Fahrzeugsammlung aus Meterspur-Straßenbahnen der Region Rhein-Ruhr-Wupper und Westfalen besichtigen.

### Zeugen der Industriekultur
- Manuelskotten
Auf halber Höhe zwischen Cronenberg-Mitte und dem Ortsteil Kohlfurt im Kaltenbachtal gelegen ist der Manuelskotten, der einzige wasserkraftgetriebene Betrieb in Wuppertal. Hier werden noch heute große Cuttermesser für die Lebensmittelindustrie geschliffen. Der Manuelskotten kann als „lebendiges Industriedenkmal“ auch besichtigt werden.

### Denkmäler

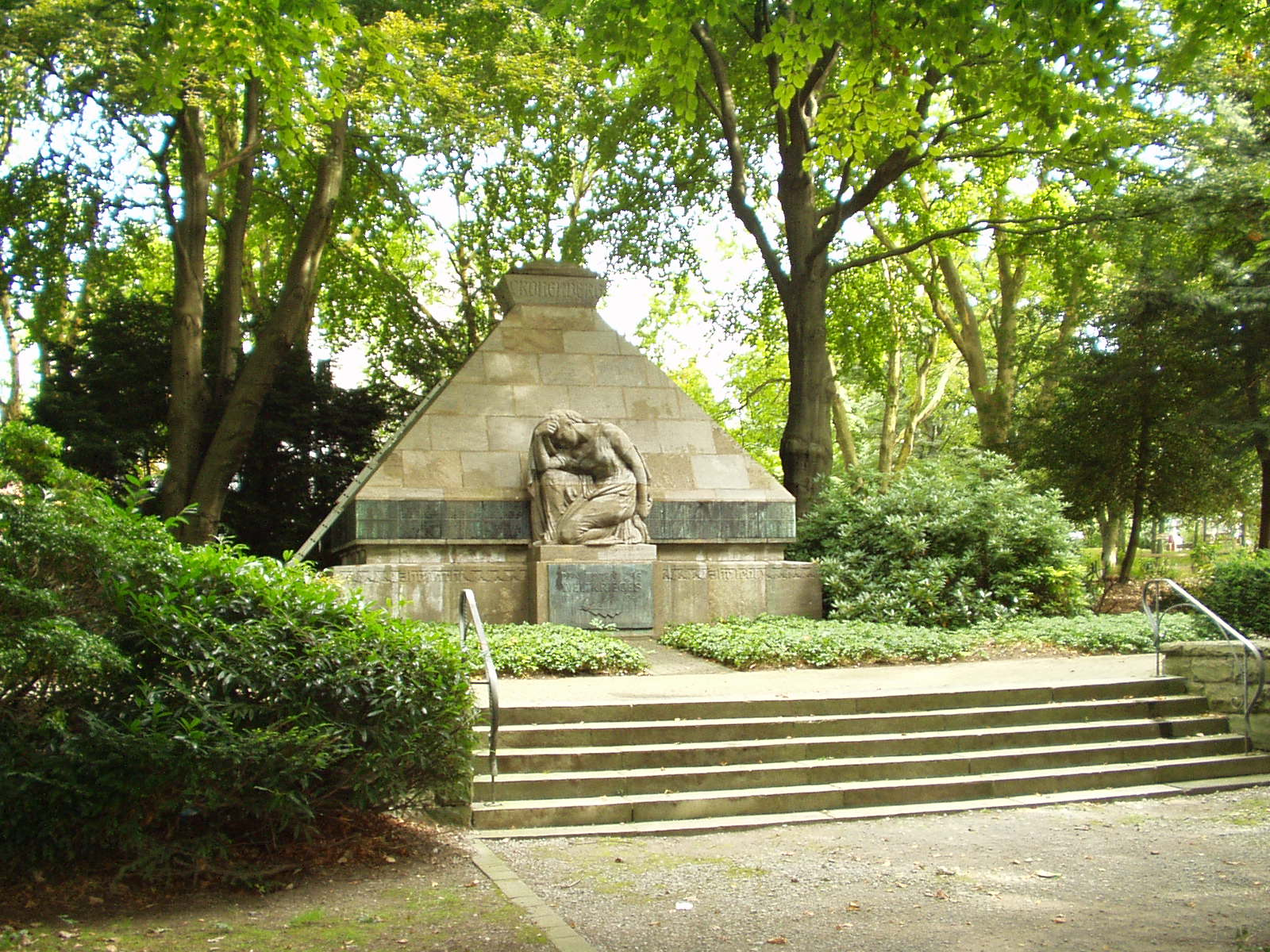
Ehrenmal für die Gefallenen des Ersten und des Zweiten Weltkriegs

- Cronenberger Ehrenmal[7]
Die Errichtung eines Ehrenmals für die Cronenberger Gefallenen des Ersten Weltkriegs wurde am 10. Februar 1925 von der Stadtverordnetenversammlung beschlossen, die Baukosten konnten aber allein durch Spenden aus der Bevölkerung abgedeckt werden. Am 17. Juli 1927 fand im Rahmen der Jahrhundertfeier der Stadt die Grundsteinlegung auf dem Platz hinter der evangelischen Emmauskirche statt, eingeweiht wurde das Ehrenmal am 14. Oktober 1928. Die Ausführung in Muschelkalk und Bronze erfolgte nach einem Modell des Kasseler Bildhauers Eduard Timaeus, das aus einem Wettbewerb hervorgegangen war. An der Gestaltung des Platzes waren der Cronenberger Stadtbaurat Walter Siedentopf und der renommierte Barmer Architekt Peter Klotzbach beteiligt. Auf einem flachen Postament erhebt sich eine gedrungene quadratische Pyramide mit einer knaufartigen Bekrönung, vorgelagert ist die Skulptur einer trauernden Frau. Die senkrechten Flächen an der Basis der Pyramide sind mit einem umlaufenden Band aus Bronzetafeln versehen, die die Namen der über 400 Gefallenen zeigen. Die schrägen Flächen der Bekrönung tragen die – aus heutiger Sicht kriegsverherrlichend wirkende – Inschrift:
CRONENBERG SEINEN HELDEN 1914–1918 / IHR STARBT – IHR LEBT
1958 wurde die Widmung des Denkmals durch Anbringung einer bronzenen Inschrift-Tafel nach Entwurf des Wuppertaler Bildhauers Harald Schmahl auf der Vorderseite unter der Skulptur auf die Gefallenen des Zweiten Weltkriegs erweitert.

## Kultur

### Theater
- TiC (Theater in Cronenberg)
Kleines, aber erfolgreiches Cronenberger Privattheater mit Haupt-Spielstätte direkt über der Stadtteilbibliothek. In der Spielstätte in Unterkirchen werden musikalische Produktionen gezeigt.

### Musik
- Cronenberger Männerchor e. V.
Traditionsreicher Chor mit über 100 Sängern
- Gesangverein MGV „Sängerhain“ 1893 Wuppertal-Sudberg
- PosaunenChor Cronenberg
Blasorchester mit ca. 40 Mitspielern und Mitspielerinnen
- Spell ‘88 – Gospels und Musicals aus Cronenberg

Seit der Gründung im Jahr 1988 wurden elf Musicals auf die Bühne gebracht, die in eigenen Aufführungen, bei Gottesdiensten, auf Hochzeiten, Taufen und Stadtfesten aufgeführt werden. Höhepunkte sind jeweils die Auftritte beim Evangelischen Kirchentag. Spell’88 wird vom Cronenberger evangelischen Kantor Martin Ribbe geleitet.
- Neuer Chor Cronenberg

Chor mit Gründung im Jahr 2000 und ca. 40 Sängerinnen und Sängern. Der Neue Chor Cronenberg wird ebenfalls von Martin Ribbe geleitet.

## Regelmäßige Veranstaltungen
- Cronenberger Werkzeugkiste: findet alle zwei Jahre statt
- Cronenberger Benefizkonzert „Cronenberg hilft“: Benefizveranstaltung mit großem Musikprogramm (jeweils im 1. Halbjahr in der „Alten Schmiede“ der Firma Knipex, Oberkamperstr.)
- Feuerwehrfest der Freiwilligen Feuerwehr Cronenberg
- Feuerwehrfest der Freiwilligen Feuerwehr Hahnerberg
- Waldfest der Naturfreunde Cronenberg
- Kirmes in der Kemmannstraße: jährlich am ersten oder zweiten September-Wochenende

## Sport

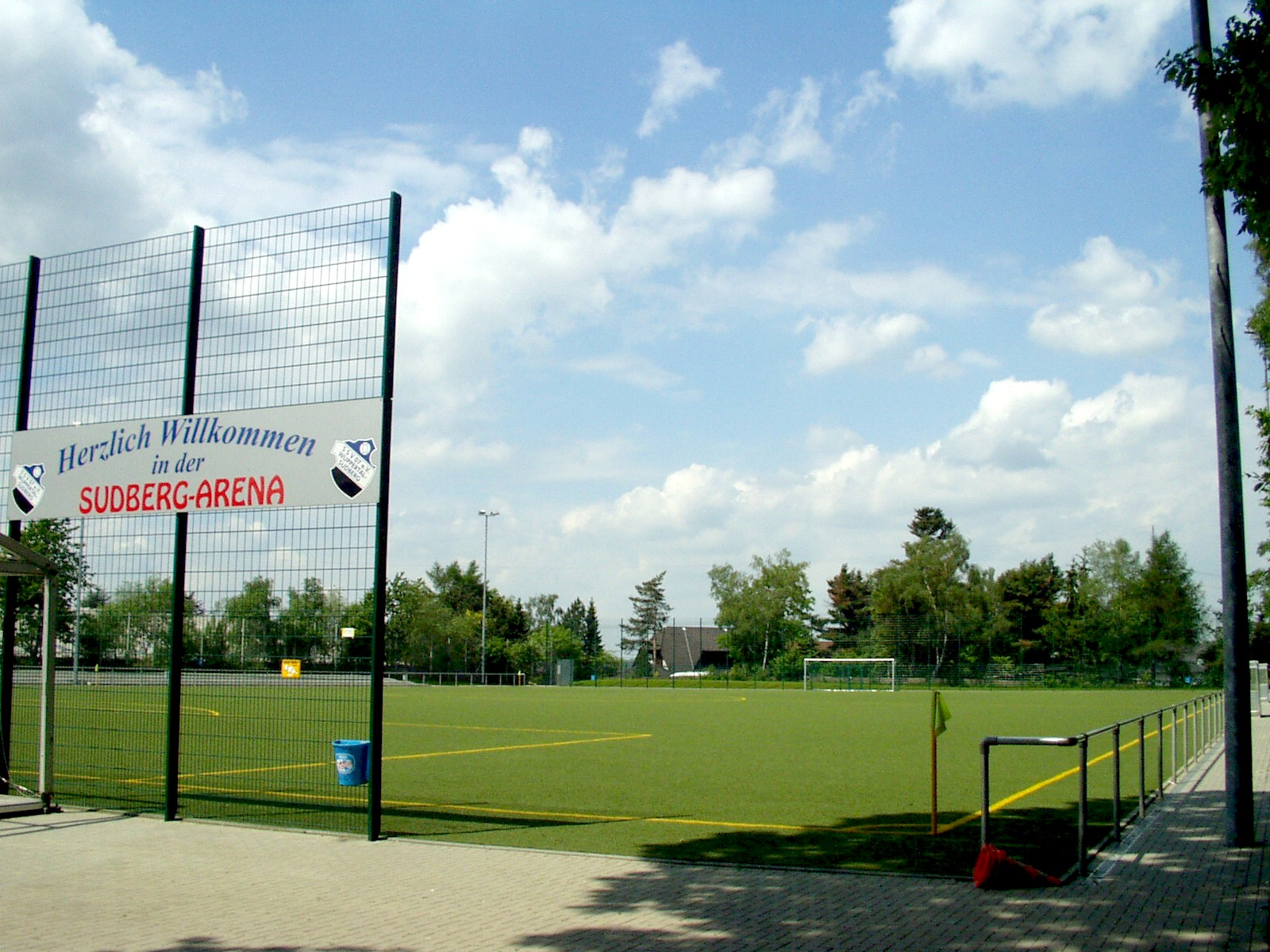
Fußballplatz an der Riedelstraße in Wuppertal-Sudberg

- Cronenberger SC
Seit 1902 steht der Cronenberger SC für Fußball auf den Südhöhen. Die erste Mannschaft spielt derzeit (Saison 2021/2022) in der Fußball-Oberliga Niederrhein und ist nach dem Wuppertaler SV die „Nummer 2“ im Tal. Mit zurzeit 14 gemeldeten Jugendteams stellt der CSC eine der größten Jugendabteilungen im Kreis. Der im Februar 2006 verstorbene langjährige 2. Vorsitzende und Manager Horst Neuhoff zog nahezu 30 Jahre die Fäden beim CSC und half die erste Mannschaft bis an die Spitze der Verbandsliga zu bringen. Der Sportplatz Hauptstraße wurde deshalb in „Horst-Neuhoff-Sportplatz“ umbenannt.
2006 wurde der CSC vom Deutschen Fußball-Bund für seine besonders bemerkenswerte Jugendarbeit mit einer Urkunde der Sepp-Herberger-Stiftung ausgezeichnet.
Der CSC war 1921 Westdeutscher Vizemeister und 1952 Deutscher Amateurvizemeister. Im Endspiel um die deutsche Amateurmeisterschaft unterlag der CSC im Ludwigshafener Stadion vor über 80.000 Zuschauern dem VfR Schwenningen mit 2:5. Trotz der Niederlage gilt dies bis heute als größter Erfolg in der Vereinsgeschichte. In der Endspielelf spielten Herbert Jäger, Paul Wansel, Helmut Bogkmann, Edmund Dapprich, Reinhold Dyckers, Karl Rauhaus, Erich Streup, Siegfried Wellner, Willi Kunze, Günter Görts und Edwin Schulz.
Werner Görts, ein Cronenberger Gewächs, schlug erfolgreich die Profilaufbahn ein und spielte von 1966 bis 1978 für Werder Bremen in der Bundesliga. In 391 Bundesligaeinsätzen schoss er 74 Tore. Von 1993 bis 1996 war der ehemalige Nationalspieler Holger Fach Trainer der ersten Mannschaft des Cronenberger SC.
- Cronenberger Schützenverein 1836 e. V., Lenzhaus
- Cronenberger Turngemeinde 1880 e. V.
Die Cronenberger Turngemeinde wurde am 30. Juni 1880 gegründet. Der erste Vorstand setzte sich wie folgt zusammen:
Gemeindewart (1. Vorsitzender): Holzschneider;Stellvertreter: E. Klapproth;Turnwart: K. Grüber;Stellvertreter: E. Stolz;Zeugwart: E. Leihener;Schriftwart: C. Dörken jr.;Stellvertreter: J. Holtmanns;Geldwart: R. Peters; Stellvertreter: O. Bauer
Da es keine öffentlichen Turnhallen gab, wurde in Sälen von Gaststätten oder bei gutem Wetter auch draußen auf dem „Turnplatz“ der Turnbetrieb abgehalten. Der Lehrer Karl Grübner, der auch erster Geschäftsführer des neu gegründeten Wuppertaler Turngaus war und später auch Gauturnwart des Bergischen Gaus wurde, leitete die Turnstunden in Cronenberg. Bevor 1890 ein neuer Vorstand benannt wurde, waren viele Schwierigkeiten und Probleme zu überwinden. Mit dem neuen Vorstand Hugo und Robert Wallbrecher kam noch einmal ein kurzer Aufschwung in den Turnbetrieb, bevor dieser zum Erliegen kam und die Mitgliedschaft im Wuppertaler Turngau und DT erlosch. Erst im Jahr 1900 lebte der Turnbetrieb unter Franz Neth, Otto Wiegand und August Beyer wieder auf. Erst 1908 trat der Verein wieder dem Wuppertaler Gau und der Deutschen Turnerschaft bei. Ab 1909 wurden dann auch mit durchgängigen Aufzeichnungen von wesentlichen Ereignissen begonnen. So stellte man 1909 fest, dass der Verein 112 aktive und passive Mitglieder hatte. Im März 1920 trat der Cronenberger SC zwecks Zusammenschluss beider Vereine an die CTG heran. Dieser kam aber nicht zustande, da den meisten CTG-Mitgliedern der damals genutzte Hahnerberger Sportplatz zu weit entfernt war. So war der Verein lange Jahre durch das reine Turnen geprägt, bis im März 1932 12 neue Mitglieder eintraten und unter der Leitung von Alfred Henkels eine Abteilung für Eis- und Rollschuhlauf bildeten. Aus dieser Abteilung entsprang dann der bis heute sehr erfolgreiche Rollschuhclub Cronenberg. Ab 1946 wurde auch der Faust- und Handball betrieb aufgenommen und drei Senioren- und eine Jugendmannschaft gemeldet. Im Juni 1951 fand das wahrscheinlich erste Damenhandballspiel in Cronenberg anlässlich des 25-jährigen Bestehens der CTG-Handballabteilung statt. Ab 1960 fand dann ein großer Umbruch in der Vereinsarbeit des CTG statt. Man hatte erkannt, dass der Sport sich nicht nur auf das Turnen beschränken durfte, sondern eine verstärkte Breitenarbeit – „Turnen für Jedermann“ – nötig war. Hier tat sich besonders die heutige 1. Vorsitzende Bärbel Vitt hervor, in dem sie sogar Gymnastik Sendungen im Fernsehen hatte und 2014 mit dem Lebenswerk-Preis des Landessportbundes NRW ausgezeichnet wurde. So befasste man sich immer wieder mit „angesagten“ Sportarten und bringt sie schon den kleinsten in sogenannten Sportkindergärten nahe. So zählen heute ca. 700 Mitglieder zum Verein.
- Gartenhallenbad
Das Gartenhallenbad Cronenberg (Zum Tal 27) besitzt ein Schwimmbecken in der Größe 12,5 × 25,0 m und ein Nichtschwimmerbecken in der Größe 12,5 × 8,0 m. Das Bad ist behindertengerecht mit für Rollstuhlfahrer geeigneten Zugängen in die Sauna und ins Schwimmbad ausgestattet. Ein Lifter ermöglicht Schwimmern, die nicht über die Leiter oder die Treppe ins Becken gelangen können, das Schwimmen.
- Waldschwimmbad Neuenhof, ganzjährig 28 °C Wassertemperatur; auch im Winter geöffnet.
- RSC Cronenberg
Seit seinem Bundesliga-Aufstieg in den 1980er Jahren gehört der Verein zu den erfolgreichsten Rollhockey-Teams Deutschlands. Bisher konnten 13 Meisterschaften und mehrere Pokalsiege gefeiert werden, zudem nimmt der Verein seit Jahren regelmäßig an europäischen Mannschaftswettbewerben teil. Auch andere Sparten wie Rollkunstlauf sind breit besetzt und überregional erfolgreich.
- Schachfreunde Vonkeln 1931
Der Verein gehört zu den größeren Vereinen im Schachbezirk Bergisch-Land. 1941 nahm ein Mitglied an den Deutschen Einzelmeisterschaften teil.
- Schützenbund Kohlfurther Brücke 1891 e. V.
- Ski-Club Cronenberg
Der Ski-Club Cronenberg bietet eine Reihe von Sportaktivitäten rund um den Wintersport (Ski alpin, Ski nordisch, Snowboard) und ergänzende Angebote (Inline-Alpin, Roller-Ski, Radfahren MTB, Laufen, Hallentraining) sowie regelmäßige Ski-Trainingsfahrten im Winter.
- Neuenhauser Turnverein 1877 e. V.
Der Neuenhauser Turnverein, der seit mehr als 130 Jahren existiert, ist ein gemeinnütziger Sportverein mit ca. 390 Mitgliedern. Das Angebot des Mehrspartenvereins zielauf den Breiten- und Gesundheitssport für alle Altersgruppen. Das Vereinmotto lautet: Wir bewegen euch!

- SSV 07 Sudberg
Fußballverein auf den Wuppertaler Südhöhen. Erste Mannschaft = Landesliga
In den Jugendmannschaften finden Kinder und Junioren von 4 bis 18 Jahren sportliche Betätigung.
- SVC – Schwimmverein Cronenberg e. V.
Der traditionelle Schwimmverein in Wuppertal Cronenberg seit 1932. Hier können Kinder und Jugendliche Schwimmen lernen, ihre Schwimmabzeichen machen und bei Wettkämpfen teilnehmen.
- Uni – Dojo Wuppertal e. V.
Shōtōkan-Karate, seit 1984 in Wuppertal. Seit 2012 im neu erbauten Dōjō am Kaisergarten.

## Bildung
- Gemeinschaftsgrundschule Hütterbusch, entstanden aus der Fusion der Grundschulen „Am Hofe“ und „Kampstraße“ (früher „Kuchhauser Schule“)
- Gemeinschaftsgrundschule Hermann-Herberts-Schule (früher „Dohrer Schule“)
- Gemeinschaftsgrundschule Rottsieper Höhe
- Gemeinschaftsgrundschule Küllenhahn
- Friedrich-Bayer-Realschule (im „Schulzentrum Süd“)
- Carl-Fuhlrott-Gymnasium (im „Schulzentrum Süd“)

## Wirtschaft und Infrastruktur

### Wirtschaft

#### Historische Entwicklung
Seit Jahrhunderten hat in Cronenberg die Eisenverarbeitung (ausgehend von Eisenerzvorkommen, Holzreichtum und Wasserkraft – ermöglicht durch Niederschläge und eine gefällereiche Landschaft) eine hohe Bedeutung. Schon früh wurden Eisenerze mit Hilfe von Holzkohle und Sauerstoffzufuhr vor allem in sogenannten Rennöfen erschmolzen. Dies hat sich in Straßennamen erhalten: Schorfer Straße (von „schürfen“), An der Hütte, Am Hütter Busch und Hütter Straße von „verhütten“. Die lokalen Erzfunde wurden zunehmend durch Einfuhr aus dem Siegerland ersetzt, als die Vorkommen zu unergiebig wurden. An die Verhüttung schloss sich die Weiterverarbeitung in häufig mit Wasserkraft angetriebenen Schmieden und Schleifbetrieben („Schleifkotten“) an.
Lange Zeit lag der Schwerpunkt auf der Herstellung von Sensen; für das Gebiet der Ämter Elberfeld, Beyenburg und Bornefeld besaß man seit dem 16. Jahrhundert ein Schmiedeprivileg (= Monopol). Auch das Zunftgericht hatte seinen Sitz in Cronenberg.
Das bis zum Ende des 18. Jahrhunderts existierende Zunftwesen erwies sich jedoch immer deutlicher als Hemmnis für den technischen Fortschritt. So war etwa zeitweise das Schmieden mit Hilfe von Wasserhämmern verboten, was gegenüber Betrieben in der benachbarten Grafschaft Mark ein deutlicher Produktivitätsnachteil war. Das Sensengewerbe nahm an Bedeutung ab und der Schwerpunkt der Produktion verlagerte sich auf andere, nicht den Zunftregeln unterliegende Produkte wie Werkzeuge und Kleineisenwaren (Nägel, Pfannen etc.). 1861 kamen auf 777 Wohnhäuser „349 Fabriken und einzeln stehende Schmieden“ (Holtmanns, S. 78). Seit Mitte des 19. Jahrhunderts entstanden zahlreiche Industriebetriebe der Metallverarbeitung. 1928 hatte Cronenberg 221 metallverarbeitende Unternehmen mit 3821 Personen. Das waren ca. 80 % aller Beschäftigten.

#### Heutiger Stand – Ansässige Unternehmen
Noch heute ist die Metallverarbeitung der wichtigste Industriezweig. Cronenberg ist Sitz von bekannten Werkzeugherstellern (z. B. Knipex (Zangen), Picard (Hämmer), Stahlwille (Schraubwerkzeuge), Wera (Schraubwerkzeuge), P. Hermann Jung (Maurerkellen)) und anderen metallverarbeitenden Unternehmen (z. B. Walter Klein Wuppertal und Schmittenberg Metallwerke). Auch der Werkzeughandel ist etwa mit der Firma Meister-Werkzeuge in Cronenberg zu Hause.
Mit den Firmen Tigges GmbH und Co KG, J. vom Cleff A. Sohn GmbH & Co KG und Hein GmbH & Co KG sind auch Produzenten von Verbindungselementen (Schrauben etc.) im Stadtteil vertreten. Auch Hersteller von Spezialfedern, wie die Gebrüder Schmidt, Maschinenbauer oder Hersteller von Räumwerkzeugen (Räumnadeln), wie die Fa. Gustav Christians GmbH & Co. KG, sind hier ansässig.
Die Lebenshilfe für Menschen mit geistiger Behinderung Wuppertal e. V. wurde 1960 gegründet, hat ihren Sitz in der Heidestraße und ist eine der größten Institutionen im Behindertenbereich im Bergischen Land. Sie betreibt für Menschen mit geistiger Behinderung oder Mehrfachbehinderung zwei Werkstätten und sechs Wohnheime und auf Norderney ein Hotel. Zu den Leistungen der Werkstätten zählen unter anderem Garten-, Montage- und Verpackungsarbeiten.

### Verkehr

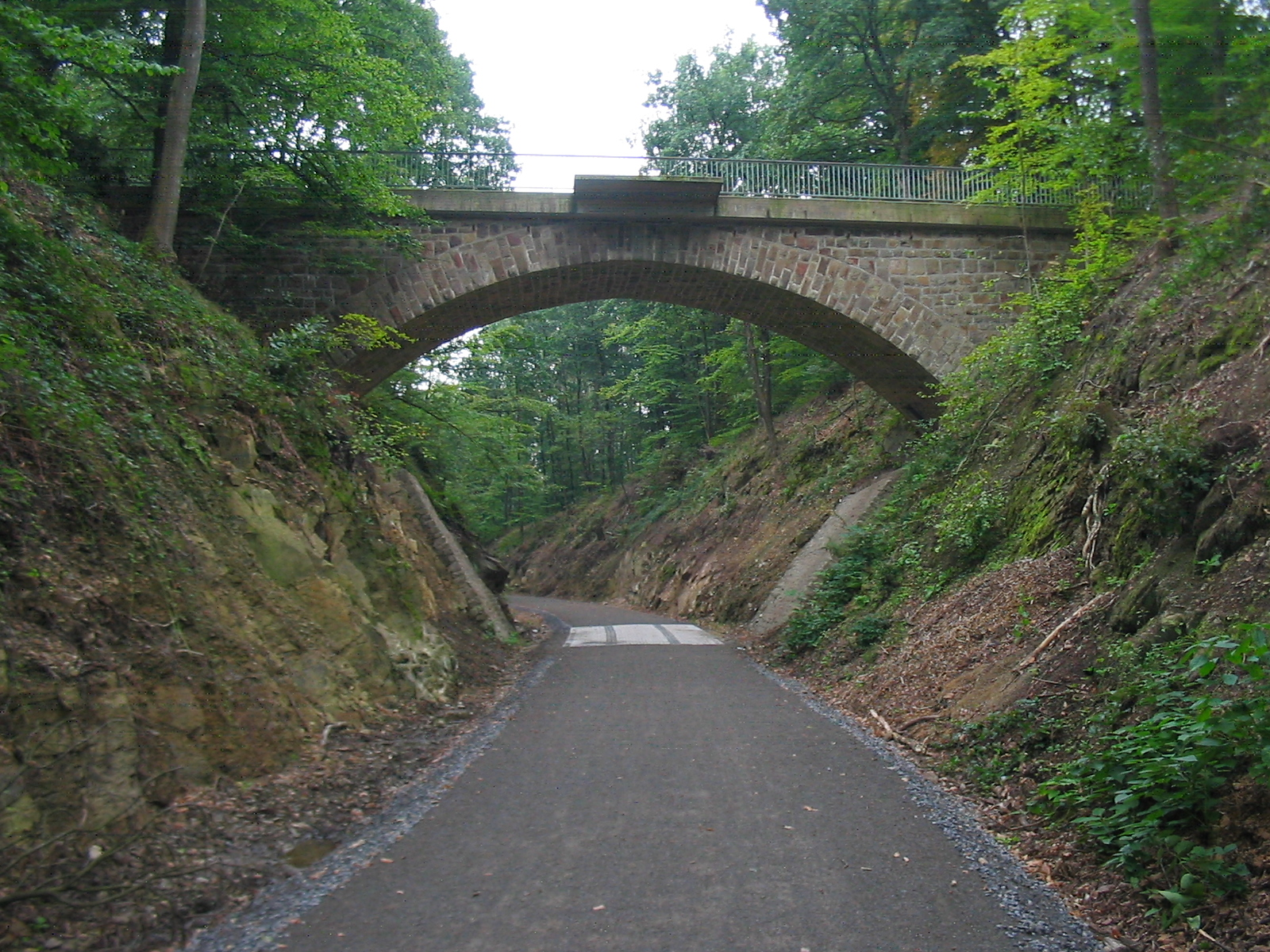
Neuer Radweg auf der Strecke der Burgholzbahn (Brücke an der Kaisereiche)

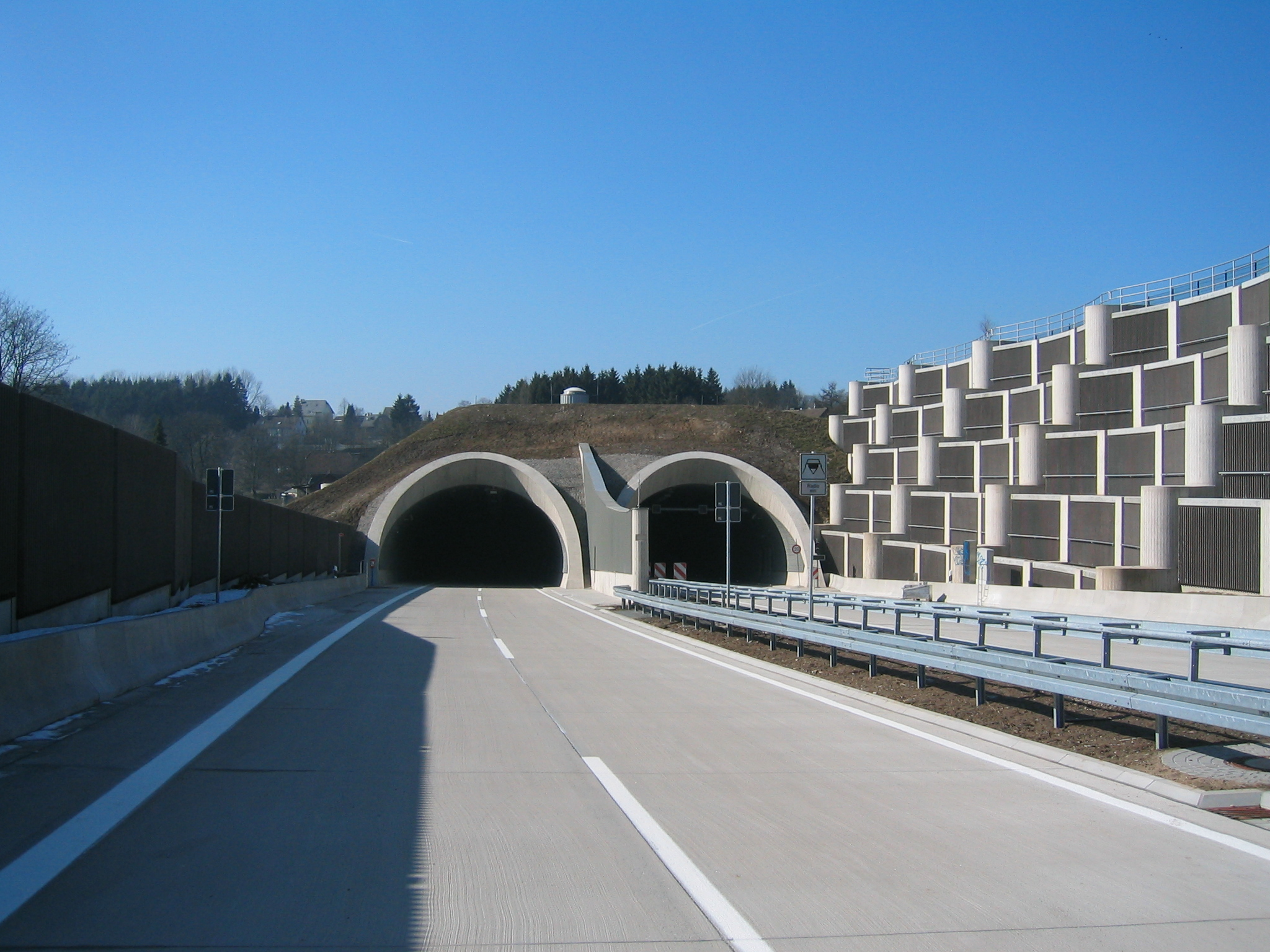
Burgholztunnel: Eingang Ostportal

#### ÖPNV
In Cronenberg lagen früher mehrere Bahnhöfe der Burgholzbahn, auch „Samba“ genannt, die von 1891 bis 1988 fuhr. Ebenso war Cronenberg seit 1900 an das Straßenbahnnetz angeschlossen. Die Straßenbahn wurde durch Busverkehr ersetzt, der Zugverkehr stillgelegt. Aus der Bahnstrecke ist heute ein Rad- und Wanderweg, der sanft ansteigend von der Hindenburgstraße über den Zoo und vorbei an der Kaisereiche und dem Bahnhof Küllenhahn bis zum Bahnhof Cronenberg führt. Seit Pfingsten 1992 betreibt der Verein Bergische Museumsbahnen e. V. zwischen Kohlfurth und Cronenberg wieder eine Straßenbahn.
Die Cronenberger Ortsmitte ist mit WSW mobil von Wuppertal Hbf werktags im 10-Minuten-Takt durch die Buslinien CE64 (Richtung Solingen) und CE65 (Richtung Sudberg) zu erreichen, alternativ dazu mit der Linie 625 (Richtung Berghausen/Sudberg). Von Remscheid Mitte verkehrt die Linie 615 (Richtung Wuppertal Hbf) und bedient auch Cronenberg. Von Solingen Mitte hält tagsüber die Linie CE64 (Richtung Wuppertal Hbf). Innerhalb Cronenbergs werden die meisten Randlagen durch die Linie 633 angefahren (Richtung Am Burgholz respektive Am Hofe).
Seit dem 5. Oktober 2009 verfügt Cronenberg außerdem über einen Bürgerbus. Dieser verbindet entlegene Ortsteile mit dem Zentrum. Gefahren wird mit einem Kleinbus (Mercedes Sprinter), der anders als die Ringlinie 633 auch in die engen Hofschaften fahren kann. Betrieben wird der Bus in Kooperation mit der Wuppertaler Stadtwerke AG vom „Dörper Bus e. V.“.

#### Individualverkehr
Schon immer galt: Wer Cronenberg erreichen will, muss Steigungen überwinden. Vor dem Beginn des systematischen Straßenbaus, also bis zum Ende des 18. Jahrhunderts, führten Wege für Menschen, Packpferde und die weitverbreiteten zweirädrigen Karren mit Zugtieren über die Höhenrücken, meist entlang der Wasserscheiden, weil dort Schnee und Wasser schneller verschwanden. Besonders an Steigungen war das Gelände den starken Belastungen schlecht gewachsen, so dass sich über die Jahre eindrucksvolle Hohlwege bildeten. Dies ist heute noch an vielen Stellen, beispielsweise im Bereich des Kaltenbachtals und im Wald hinter der Heidestraße erkennbar. Ein weiterer, sehr schöner Hohlweg führt von Clemenshammer aus in nordwestlicher Richtung den Hang hinauf und endet unterhalb der Wohnanlagen der Lebenshilfe am Mastweg.
Von Elberfeld aus ist Cronenberg durch die Südstadt über die Cronenberger Straße erreichbar, von Barmen über Lichtscheid, von Remscheid aus über die Hastener Straße. Vom Sonnborner Kreuz, Solingen und den westlichen Stadtteilen Remscheids führt der Weg durch die Kohlfurth über die Wupper dann über die Wahlert ins Cronenberger Zentrum. Ein erster Ausbau dieser Straße, der heutigen Solinger Straße, erfolgte zwischen 1796 und 1810.
Da sich die Hauptstraßen allesamt im Ortszentrum treffen, leidet dieses stark unter dem Verkehr; eine Lösung ist nicht in Sicht, da für eine Ortskernumfahrung kein Platz vorhanden ist.
Die größte Veränderung ergab sich für die Bürger und die Industrie Cronenbergs mit der Eröffnung des Burgholztunnels im März 2006. Nach jahrelangen Diskussionen und Bürgerprotesten wurde für den Lückenschluss der Landesstraße 418 zur A 46 eine Tunnellösung realisiert, die den Staatsforst Burgholz und den Stadtteil Küllenhahn weitgehend schont. Die A 46 und die Stadtteile Vohwinkel und Sonnborn sind nun leicht zu erreichen.

### Medien
In Cronenberg erscheint wöchentlich freitags eine kostenlose Wochenzeitung, die Cronenberger Woche. Zudem berichten die anderen lokalen Medien über den Stadtteil.
Der traditionsreiche Cronenberger Anzeiger war bereits im Jahr 1880 gegründet worden und befand sich seit 1889 im Besitz der Familie Eckers. Er erschien mehrmals in der Woche und übernahm 1929 die Cronenberger Zeitung. Am 31. Mai 1941 wurde der Cronenberger Anzeiger auf Anordnung der NS-Regierung eingestellt. In der Nachkriegszeit gab ihn der Verleger Hans Eckers ab dem 7. Oktober 1948 mit einer Lizenz als wöchentliches Anzeigenblatt wieder heraus. Seit 2000 enthielt „Eckers Blättchen“ auch erneut redaktionelle Inhalte. 2024 kündigte der Verlag an, den Betrieb zum Jahresende  einzustellen. Der Titel wurde in der Westdeutschen Zeitung weitergeführt, wo seitdem einmal wöchentlich Inhalte über Cronenberg im Lokalteil als Cronenberger Anzeiger erscheinen.
Die Cronenberger Woche erscheint seit Januar 2000 wöchentlich am Freitag und wird auch in den angrenzenden Bezirken Elberfelds verteilt.
Zwischen 1978 und 1982 gab es den Mastbörger, eine alternative Stadtteilzeitung von Jugendlichen am Mastweg. Nach zwei Ausgaben weitete sie ihren Fokus auf alle Generationen und ganz Cronenberg aus.

### Öffentliche Einrichtungen
Im Bürgerbüro Cronenberg (Rathausplatz 4, Cronenberg-Mitte) werden folgende Dienstleistungen angeboten: Einwohnermeldeangelegenheiten, Verwaltungsangelegenheiten, Rentenversicherungsangelegenheiten. Die Stadtbibliothek Wuppertal unterhält in der Ortsmitte eine an zwei Tagen in der Woche geöffnete Zweigstelle.
Am Ende der Friedensstraße liegt am Rand des Staatsforstes Burgholz das Waldpädagogische Zentrum.
Die Freiwillige Feuerwehr Wuppertal-Cronenberg als südlichster Löschzug Wuppertals in der Kemmannstraße hält neben den normalen Aufgaben Brandschutz, Hilfeleistung und Umweltschutz auch eine Ersthelfer-vor-Ort-Gruppe vor, die bei Abwesenheit des nächsten Rettungswagens im medizinischen Notfall alarmiert wird.
Die Freiwillige Feuerwehr Hahnerberg hat ihr Quartier nahe der Hofschaft Korzert am Theishahner Kreuz. Im gleichen Gebäude ist auch die Rettungswache Süd mit zwei Rettungswagen und einem Notarzteinsatzfahrzeug stationiert.

## Persönlichkeiten

### In Cronenberg geboren
- Robert Daum (1889–1962), von 1946 bis 1948 und 1949 bis 1951 Oberbürgermeister von Wuppertal. Er stammt aus dem heute zu Cronenberg gehörenden Wohnquartier Hahnerberg.
- Hermann Herberts (1900–1995), von 1956 bis 1961 sowie 1964 bis 1969 Oberbürgermeister von Wuppertal
- Heinrich Hulsius (1654–1723), reformierter Theologe und Hochschullehrer
- Hans Kremendahl (1948–2015), 1996 bis 2004 Oberbürgermeister von Wuppertal
- Carl Riedel (1827–1888), Kapellmeister und Chormusik-Pionier
- Rudolf Ritter (1881–1915), Maler des Expressionismus
- Hans Zanotelli (1927–1993), Dirigent, wurde in Cronenberg geboren und bestattet; nach ihm wurde eine Straße in Cronenberg, der Zanotelliweg, benannt

### Mit Cronenberg verbunden
- Marc Berenbeck (* 1968), Rollhockeyspieler im RSC Cronenberg, Nationalspieler, Trainer Rollhockey-Nationalmannschaft
- Bazon Brock (* 1936), Ästhetik- und Kunsttheoretiker, lebt in Cronenberg
- Ismail Çoban (1948–2015), Maler und Grafiker, lebte in Cronenberg
- Emanuel Felke (1856–1926), bekannter Vertreter der Naturheilkunde und Pionier der Irisdiagnostik in Deutschland, wirkte von 1887 bis 1894 als Pfarrer an der Reformierten Kirche in Cronenberg
- Adolf Gebauer (1941–2023), Komponist, lebte in Cronenberg
- Beata Geismann (* 1979) (verheiratete Beata Brandt), Rollhockeyspielerin im RSC Cronenberg, Nationalspielerin
- Christoph Maria Herbst (* 1966), Schauspieler, war an der Gründung des Theaters in Cronenberg (TiC) beteiligt
- Heinrich Hogrebe (1918–1991), Forstmann, wirkte im Cronenberger Forst Küllenhahn
- Peter Jung (* 1955), 2009 bis 2015 Oberbürgermeister von Wuppertal, war Unternehmer in Cronenberg
- Jörg Knör (* 1966), Komiker und Parodist, wuchs hier auf
- Maria Radner (1981–2015), Opernsängerin, lebte in Cronenberg
- Stefan Schulte (* 1960), Manager und Vorstandsvorsitzender der Fraport AG, Betreibergesellschaft des Frankfurter Flughafens, wuchs hier auf
- Axel Stein (* 1982), Schauspieler, wuchs hier auf
- Andreas Thiel (* 1968), Rollhockeyspieler und -trainer im RSC Cronenberg, Nationalspieler
- Max Thiel (* 2000), Rollhockeyspieler im RSC Cronenberg, Nationalspieler
- Jan Velte (* 1976), Rollhockeyspieler im RSC Cronenberg, Nationalspieler
- Maren Wichardt (* 1984), Rollhockeyspielerin und -trainerin im RSC Cronenberg, Nationalspielerin
- Walter Wohlfeld (1917–2002), Maler, lebte in Cronenberg